# 青靈穴
青靈穴，穴道名，屬手少陰心經。青，生發之象；靈，神靈。心為君主之官，通竅藏靈，具有脈氣生發之象。

## 穴名解
- 少阴君火之气，出于极泉，犹震卦之一阳居下也。震居东方，东为春阳之起，万物借以发生。春色青青，故名“青灵”。[2]
- 《大戴礼◎曾子篇》天圆章云：“阳之精曰神，阴之精曰灵”。别书有谓：神是无为之表现，灵是有为之行动。心为君主之官，通窍而藏灵，是阴之精也，故名之以“灵”；凡阴阳少壮之际，俱有生发性能。青犹少也，故名之以“青”，而曰“青灵”。喻犹青春之生气也。[2]
- 再考本穴主治为目黄、头痛、胁痛、，肩臂不举、不能带衣，均属虚弱之症。针之助使神气振发，而促青阳兴起也。青阳者，东方青气之灵也。[2]

## 定位
在少海穴與極泉穴的連線上，少海穴上3寸，在肱二頭肌的內側溝中。
解剖：當肱二頭肌內側溝處，有肱三頭肌。有尺側上副動脈，布有前臂內側皮神經、尺神經。

## 刺灸法
直刺0.5─1寸
針0.3─0.5寸，灸2─3壯

## 主治
頭痛振寒、目黃、脇痛、肩臂疼痛紅腫不能舉、腋下腫痛

## 參照
腧穴列表